# 针裂叶绢蒿
针裂叶绢蒿（学名：Seriphidium sublessingianum）是菊科绢蒿属的植物。分布在俄罗斯、蒙古以及中国大陆的新疆等地，生长于海拔800米至1,300米的地区，一般生于固定沙丘的上部、干河谷、戈壁、砾质坡地、半荒漠草原地区或局部地区成为植物群落的优势种，目前尚未由人工引种栽培。

## 异名
- Artemisia sublessiniana (Kell.) Krasch. ex Poljak.